# Lagorchestes leporides
Il wallaby lepre orientale (Lagorchestes leporides Gould, 1841) è una specie estinta di wallaby. Viveva nelle pianure dell'interno dell'Australia sud-orientale. Aveva abitudini simili a quelle della lepre. Di giorno era facile scorgerlo, soprattutto al riparo dei cespugli di tussock. Se veniva avvicinato troppo era in grado di fuggire via a grande velocità. Un esemplare inseguito dai cani per 500 metri tornò rapidamente indietro e giunto a 6 metri di distanza da John Gould lo superò con un balzo; da questa testimonianza si può supporre che fosse capace di raggiungere 1,8 metri d'altezza con un balzo.
Era un animale molto comune, ma entrò in competizione con il bestiame o con gli ovini, o forse non potrebbe più aver ricavato vantaggio dalle tecniche di incendio utilizzate dagli aborigeni; più probabilmente, però, il colpo di grazia gli fu inferto dall'introduzione dei gatti. L'ultimo esemplare noto alla scienza fu una femmina catturata nell'agosto del 1889.

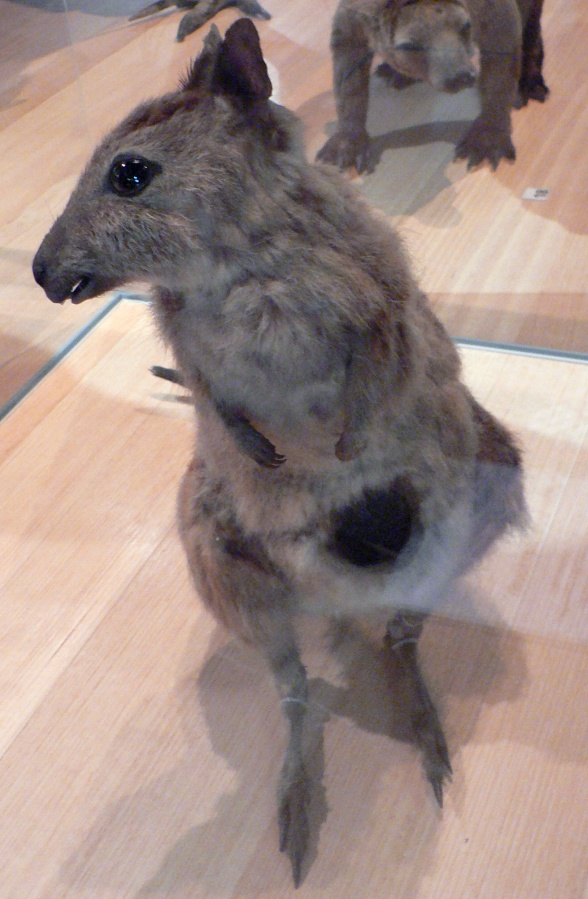
Un esemplare al Museo di Melbourne.